# Jordbävningen i Marathon 1995
Jordbävningen i Marathon 1995 var en jordbävning i USA med en magnitud på 5.7 den 14 april 1995, som skakade byggnader nära epicentrum. 

## Geografi
Jordbävningen slog till mot västra Texas och uppmättes till 5.7 på Richterskalan. Epicenturm antas ha varit i Alpine..

## Skador
Ingen dödades, men två personer drabbades av lättare skador.

### Fotnoter
1. 1 2  ”Significant Earthquakes of the World: 1995”. United States Geological Survey. 16 juli 2008. Arkiverad från originalet den 8 juni 2011. https://web.archive.org/web/20110608020600/http://earthquake.usgs.gov/earthquakes/eqarchives/significant/sig_1995.php. Läst 30 oktober 2009.